# Fanatik
Fanatik是土耳其的一份在线体育报纸。

## 历史
Fanatik成立于1995年11月20日。   Fanatik之前由多安传媒集团所有， 但其2018年4月时被德米罗伦传媒集团收购。 自1995年起，该报也在德国和奥地利发行，但2010年在德国取消了发行，因为当时该报每期在德国的发行量降至8000册以下。 该报纸还提供网络电视服务。  1996年，其日均发行量为270,517份。 